# ووهیتریندری
ووهیتریندری (به لاتین: Vohitrindry) یک منطقهٔ مسکونی در ماداگاسکار است که در وهیپنو واقع شده‌است. ووهیتریندری ۱۳٬۰۰۰ نفر جمعیت دارد و ۵ متر بالاتر از سطح دریا واقع شده‌است.